# 基蘭·喬治
基蘭·喬治（英語：Kiran George，2000年2月11日—），印度男子羽毛球運動員。

## 簡歷
基蘭·喬治來自喀拉拉邦科契的羽球世家，父母、兄長皆為羽球運動員，其父喬治·湯瑪斯曾贏得印度全国锦标赛冠軍，基蘭·喬治於普拉卡什·帕都恭開設的羽球學院訓練，受訓於前國手维茂·库马尔。

### 2019-2022年
2019年，基蘭·喬治在加納國際賽以25－23、21－19決賽擊敗亞塞拜然的艾德·雷斯基·雷查約；在薩洛盧公開賽不敵隊友拉克什亚·森，止步四強。2021年，基蘭·喬治在波蘭國際賽決賽擊敗新加坡的鄭加恆，獲得生涯第二冠；他也在這年代表印度參加蘇迪曼盃。
基蘭·喬治於2022年1月參加在印度舉辦的連續三站世界羽聯世界巡迴賽：印度公開賽、賽義德·莫迪國際賽、奧里薩公開賽。他在前兩站賽事皆止步首輪，但在超級100級別的奧里薩公開賽闖入決賽，並以21－15、14－21、21－18擊敗同樣來自印度的普里揚舒·拉賈瓦特。3月，於波蘭公開賽擊敗李佳豪奪冠。

### 2023年
2023年9月，基蘭·喬治在印尼棉蘭大師賽準決賽以2比1（23-21、16-21、21-8）擊敗地主老將汤米·苏吉亚托，決賽再以直落二（21-19、22-20）戰勝日本的高橋洸士，獲得生涯第二座世界巡迴賽冠軍。

## 主要比賽成績
只列出曾進入準決賽的國際賽事成績：
| 年份   | 賽事                           | 公開賽級別 | 項目     | 成績   |
| ------ | ------------------------------ | ---------- | -------- | ------ |
| 2019年 | 加納羽毛球國際賽               | 國際系列賽 | 男子單打 | 冠軍   |
| 2019年 | 薩洛盧羽毛球公開賽             | 超級100賽  | 男子單打 | 準決賽 |
| 2021年 | 波蘭羽毛球國際賽               | 國際系列賽 | 男子單打 | 冠軍   |
| 2021年 | 威爾斯羽毛球國際賽             | 國際挑戰賽 | 男子單打 | 準決賽 |
| 2022年 | 奧里薩羽球公開賽               | 超級100賽  | 男子單打 | 冠軍   |
| 2022年 | 波蘭羽毛球公開賽               | 國際挑戰賽 | 男子單打 | 冠軍   |
| 2022年 | 丹麥羽毛球大師賽               | 國際挑戰賽 | 男子單打 | 亞軍   |
| 2022年 | 馬哈拉施特拉邦羽毛球國際挑戰賽 | 國際挑戰賽 | 男子單打 | 準決賽 |
| 2022年 | 孟加拉羽毛球國際挑戰賽         | 國際挑戰賽 | 男子單打 | 準決賽 |
| 2023年 | 馬爾代夫羽毛球國際挑戰賽       | 國際挑戰賽 | 男子單打 | 準決賽 |
| 2023年 | 印尼棉蘭羽毛球大師賽           | 超級100賽  | 男子單打 | 冠軍   |
| 2023年 | 阿布達比羽毛球大師賽           | 超級100賽  | 男子單打 | 準決賽 |
| 2023年 | 奧迪沙羽毛球大師賽             | 超級100賽  | 男子單打 | 準決賽 |
| 2024年 | 韓國羽毛球大師賽               | 超級300賽  | 男子單打 | 準決賽 |

| 2007-2017年 | 首要超級賽 | 超級賽 | 黃金大獎賽 | 大獎賽 | 國際挑戰賽 | 國際系列賽 | 未來系列賽 | 其他 |

| 2018-2026年 | 總決賽 | 超級1000賽 | 超級750賽 | 超級500賽 | 超級300賽 | 超級100賽 | 國際挑戰賽 | 國際系列賽 | 未來系列賽 | 其他 |

## 外部連結
- 基蘭·喬治在世界羽球聯盟的登錄資料